# Ula longicellata
Ula (Ula) longicellata là một loài ruồi trong họ Pediciidae. Chúng phân bố ở vùng sinh thái Palearctic.